# Santa Rita Mountains
Santa Rita Mountains je pohoří na jihu Arizony, jižně od města Tucson. Nachází se v krajích Santa Cruz County a Pima County.
Nejvyšší horou pohoří je Mount Wrightson (2 881 m).
Santa Rita Mountains má skalnatý reliéf, svahy pohoří jsou strmé, hřebeny jsou úzké. K hlavním turistickým cílům náleží kaňon Madera Canyon a astrofyzická observatoř Fred Lawrence Whipple Observatory.